# Belzeci megsemmisítőtábor
A Belzeci (lengyelül: Bełżec, ejtsd: ˈbɛu̯ʐɛt͡s, kb. „belzsec”) koncentrációs tábor egy náci megsemmisítőtábor volt, amelyet az SS épített a titkos Reinhard-hadművelet, a lengyel zsidók kiirtására irányuló terv végrehajtására, amely a „végső megoldás” kulcsfontosságú része volt, és amely a holokauszt során mintegy 6 millió zsidó meggyilkolását jelentette. A tábor 1942. március 17-től 1943. június végéig működött. A tábor a németek által megszállt Lengyelország Lublini körzetében, a lengyel Főkormányzóság területén, a helyi Bełżec vasútállomástól mintegy 500 méterre délre helyezkedett el. Az exhumált tetemek öt halotti máglyán történő elégetése és a csontok összezúzása 1943 márciusáig folytatódott.
Azt feltételezik, hogy az SS által Bełżecben meggyilkolt zsidók száma 430 000 és 500 000 közé tehető. Ezzel ez a harmadik leghalálosabb megsemmisítőtábor, amelyet csak Treblinka és Auschwitz előz meg. A második világháborút mindössze hét, a tábor Sonderkommandójában rabszolgamunkát végző zsidó élte túl; és közülük csak egy vált ismertté, a háború utáni hivatalos vallomásának köszönhetően. A használható tanúk hiánya, akik tanúbizonyságot tudtak volna tenni a tábor működéséről, az elsődleges oka annak, hogy Bełżecet az áldozatok hatalmas száma ellenére alig ismerik. David Silberklang izraeli történész azt írja, hogy Belzec „talán a zsidókkal kapcsolatos náci tervek teljességét és véglegességét leginkább reprezentáló hely volt”.

## Háttere
A Második Lengyel Köztársaság idején Bełżec falu az ország délkeleti részének két nagyvárosa között helyezkedett el, Lublintól 76 km-re délkeletre és Lwów városától (németül: Lemberg, jelenleg Lviv, Ukrajna) északnyugatra, ahol a régió legnagyobb zsidó közössége élt. Bełżec a Lengyelország elleni német–szovjet paktumnak megfelelően a német megszállási övezetbe került. Eredetileg a zsidó kényszermunkásokat 1940 áprilisában hozták be erre a területre az Otto kódnevű német stratégiai terv részeként, hogy védelmi létesítményeket építsenek, ezzel is gátolva a szovjetek előrenyomulását a megszállt Lengyelországban.

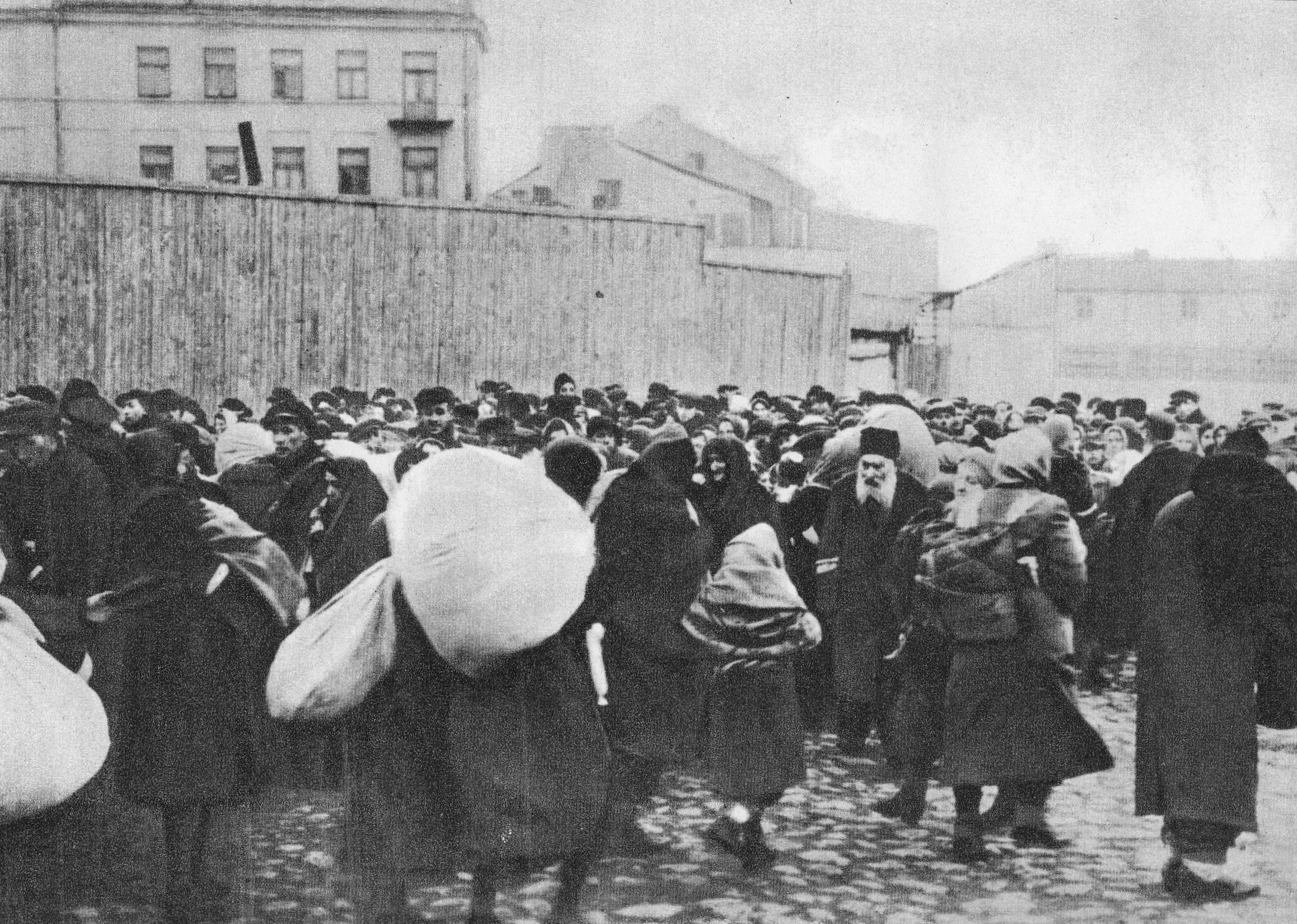
A zsidók deportálása Bełżecbe Zamośćból, 1942. április

Az úgynevezett Nisko „rezervátum” területén Lublin városa lett a Nyugatról és a Főkormányzóság területéről kiutasított mintegy 95 000 német, osztrák és lengyel zsidó náci áthelyezésének központja. A foglyokat a Schutzstaffel (SS) az átmeneti náci–szovjet határ mentén tankelhárító árkok (Burggraben) építésével bízta meg. A Barbarossa hadművelet kezdetével a Burggraben-projekttel felhagytak. 1941. október 13-án Heinrich Himmler parancsot adott Lublin SS és rendőri vezetőjének, Odilo Globočnik vezérőrnagynak, hogy kezdjék meg a Zamość környéki terület germanizálását, ami a zsidók eltávolítását vonta maga után a leendő település területeiről.

### A tábor felépítése
A Főkormányzóság első állandó gázkamráinak építésének megkezdéséről szóló döntés három hónappal megelőzte a wannseei konferenciát. Az első lépéseket 1941. szeptember közepe és október közepe között tették, és az építkezés november 1-je körül kezdődött meg. A Bełżec melletti helyszínt több okból választották: a lublini körzet és a Barbarossa hadművelet után kialakult galíciai német körzet határán helyezkedett el. Így mindkét régió zsidó lakosait „feldolgozhatta”. A könnyű közlekedést a közeli Rawa-Ruska vasúti csomópont, valamint a Lublin-Stadt és Lemberg közötti autóút biztosította. A tervezett gyilkolóközpont északi határa egy évvel korábban megépített tankelhárító árokból állt. Az eredetileg katonai célokra kiásott árok valószínűleg az első tömegsírként szolgálhatott. Globocnik meghívta Richard Thomalla főhadnagyot, aki szakmáját tekintve építőmérnök és az SS táborépítési szakértője volt. A munkálatokat 1941. november elején kezdték meg, helyi építőmunkásokkal, akiket a trawniki őrök egy csoportja felügyelt. A létesítményt, amely a kényszermunka céljára szolgáló vasúti átjáróhoz hasonlított, karácsony előtt fejezték be. Szigetelt barakkok voltak a zuhanyozáshoz, számos egyéb építmény mellett. Néhány helyi férfit szabadon engedtek. Az SS 1942 februárjában fejezte be a munkát azzal, hogy beépítette a tartály motorját és a kipufogó csőrendszereket a gázosításhoz. A próbagyilkosságokat március elején hajtották végre.
A „végső megoldást” 1942 január végén Wannseeben fogalmazták meg a gázosítás vezető hívei (akik nem voltak tisztában Bełżec létezésével) köztük Wilhelm Dolpheid, Ludwig Losacker, Helmut Tanzmann és Otto Wächter kormányzó. Dolpheid Berlinben tárgyalt Viktor Brack SS-Oberführerrel arról, hogy az Aktion T4 személyzetét használják az eljárás során. Csak két hónappal később, 1942. március 17-én kezdődtek meg a bełzeci megsemmisítőtáborban a napi gázosítási műveletek a Németországból, a Todt Szervezet (Organisation Todt) (OT) álcája alatt behozott T4 vezetésével.

### Tapasztalat az Aktion T4 eutanáziaprogramban
A tábor három parancsnoka, köztük a Kriminalpolizei tisztjei, Christian Wirth SS-Sturmbannführer és Gottlieb Hering SS-Hauptsturmführer 1940 óta részt vettek az eutanáziaprogramban, majdnem az összes német munkatársukkal együtt. Wirth a Birodalom hat megsemmisítő kórházának felügyelőjeként vezető pozíciót töltött be; Hering a szászországi Sonnenstein gázosító létesítmény, valamint a Hadamari Eutanázia Központ nem orvosi vezetője volt. Christian Wirth a kezdetektől fogva gyilkossági szakértő volt, mint a fogyatékosok első T-4-es elgázosításának résztvevője a Brandenburgi Eutanázia Központban. Ezért kézenfekvő választás volt, hogy ő legyen a Reinhard-hadművelet első megsemmisítőtáborának parancsnoka a lengyel Főkormányzóságban. Az ő javaslata volt, hogy a palackozott szén-monoxid helyett a gépkocsi belsőégésű motorja által kibocsátott kipufogógázt használják gyilkolóanyagként, mert így nem kell a táboron kívülről szállítani, mint a T-4-es módszer esetében. Wirth azonban úgy döntött, hogy a chełmnói megsemmisítőtáborban 1941 decembere előtt (és a keleti Einsatzgruppék által) használt gázszállító kisteherautók nem lesznek elegendőek az érkező deportálóvonatok áldozatainak előre jelzett számához.
Wirth az Aktion T4 rögzített gázkamráiban szerzett tapasztalatai alapján fejlesztette ki módszerét. Annak ellenére, hogy a Zyklon– B később széles körben elérhetővé vált, Wirth mégis ellene döntött. A Zyklon–B-t egy magánvállalkozás gyártotta mind Birkenaunak, mind a közelben lévő Majdaneki tábornak, de az infrastruktúrájuk eltérő volt. Bełżecnek, a Reinhard-hadművelet egyik táboraként célja volt az ellátás problémáinak kijátszása , és ezért a közönséges és könnyen hozzáférhető gyilkos anyagokon alapuló megsemmisítési rendszerre támaszkodott. Gazdasági és gyakorlati okokból Wirth majdnem ugyanazt a szén-monoxid gázt használta, mint a T-4, amelyet egy nagy motorral állítottak elő. Bár a holokauszt tanúinak vallomásai eltérnek az üzemanyag típusát illetően, Erich Fuchs háború utáni eskü alatt tett vallomása szerint valószínűleg benzinmotor volt, amelyhez csőrendszer tartozott, aminek segítségével a kipufogógázt a gázkamrákba juttatták. A zsidók és a cigányok nagyon kis távolságra történő szállításához Bełżecben a gázkocsi technológia minimalizált változatát is alkalmazták. A T-4 SS embere és a gázkamrák első üzemeltetője, Lorenz Hackenholt egy helyi mesterember segítségével egy Opel-Blitz postai járművet épített át egy mozgó gázkamrává. A gyilkolási folyamat gyakran nem a kívánt módon folyt, és rettenetes szenvedést okozott az áldozatoknak, mielőtt megfulladtak. Az őrök a gyilkosság helyszínét tréfásan Hackenholt Alapítványnak nevezték, Hackenholt SS törzsőrmester után, aki a halálos szén-monoxidot előállító motort működtette.

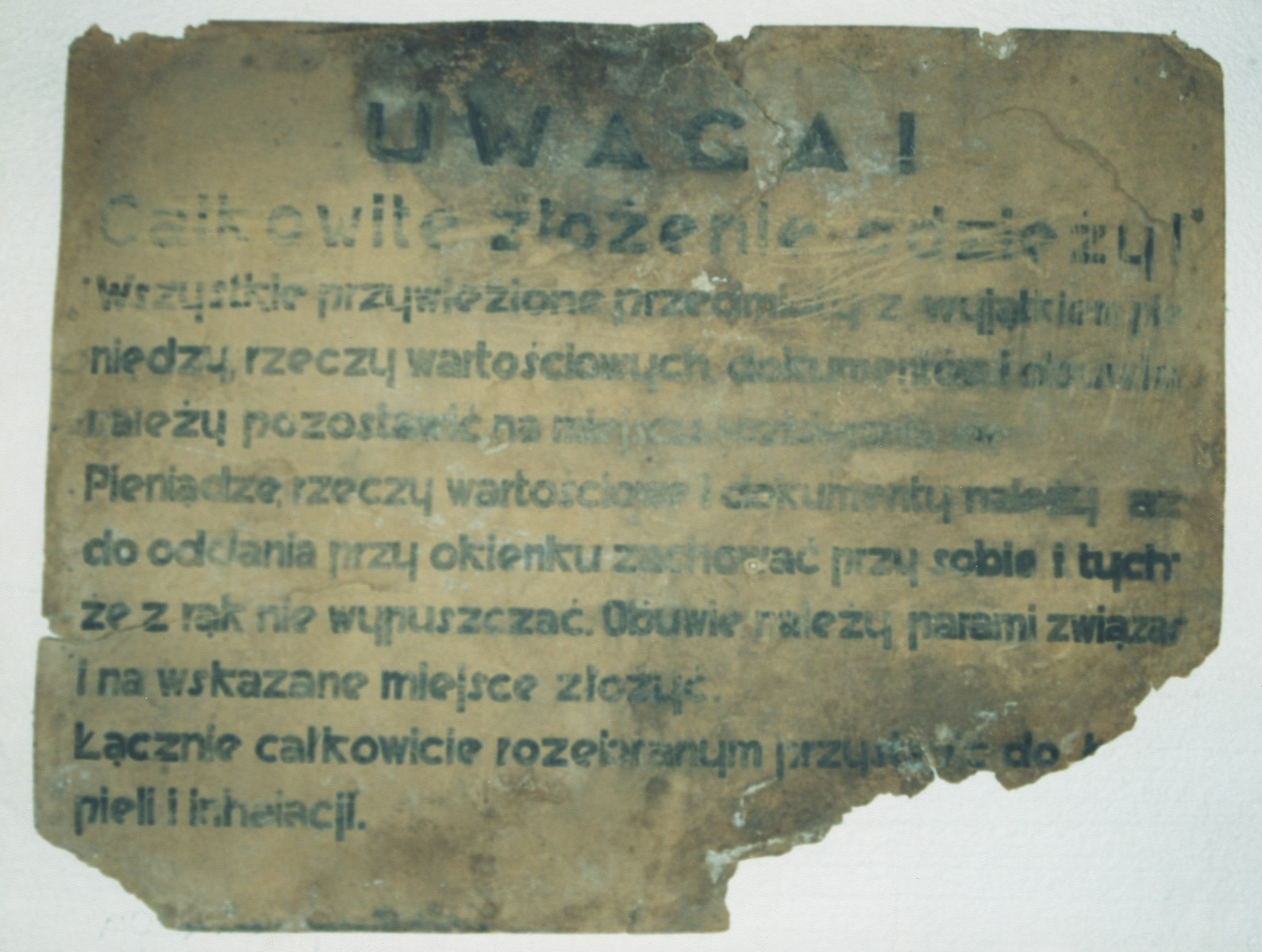
Lengyel nyelvű felirat. Így szól: "Figyelem! Minden holmit le kell adni a pultnál, kivéve a pénzt, az okmányokat és egyéb értéktárgyakat, amelyeket magánál kell tartani. A cipőket párban össze kell kötni, és a cipők számára kijelölt területre kell helyezni. Utána teljesen meztelenül kell a zuhanyzóba menni."

### A tábor céljának eltitkolása
A bełżeci „feldolgozó” zóna két szakaszból állt, amelyet magas szögesdrót kerítés vett körbe, amelyet kivágott jegenyefenyőkkel álcáztak: az 1-es tábor, amely magában foglalta az áldozatok kirakodási területét, két vetkőzőbarakkal; valamint a 2-es tábor, melyhez a gázkamrák és a lánctalpas kotrógép által kiásott tömegsírok tartoztak. A két zóna teljesen el volt szigetelve egymástól, és csak egy keskeny folyosó kötötte össze, amelyet der Schlauchnak, vagy „a csőnek” hívtak. Minden érkező zsidó a fogadó zónában lévő peronon szállt le a vonatokról. Fritz Jirmann (Irmann) SS őrmester a hangszóróval felszerelt pódiumon állva fogadta őket, és a Sonderkommando emberei közölték velük, hogy tranzittáborba érkeztek. A közös zuhanyozáshoz való felkészüléshez, a nőket és a gyerekeket elkülönítették a férfiaktól. A levetkőztetett újonnan érkezetteket arra kényszerítették, hogy egy elkerített úton elfussanak a gázkamrákig, nem hagyva nekik időt arra, hogy felfogják, hogy hova is érkeztek. A folyamatot a lehető leggyorsabban hajtották végre a németek folyamatos ordítozása közben. Időnként egy maroknyi zsidót választottak ki a rámpán, hogy elvégezzék a megsemmisítéssel járó összes fizikai munkát.
A fából készült gázkamrákat – amelyeket dupla falakkal építettek meg, s a falak közé földet raktak szigetelésként –, zuhanyzóbarakknak álcázták, hogy az áldozatok ne ismerjék fel a létesítmény valódi célját. Magát a gázosítást, amely körülbelül 30 percet vett igénybe, Hackenholt vezényelte le az ukrán őrökkel és egy zsidó segítővel. A holttestek eltávolítását a gázkamrákból, eltemetésüket, az áldozatok ruházatának szétválogatását és a szállításhoz való javítását a Sonderkommando tagjai végezték. A zsidó foglyok műhelyeit és az ukrán őrök barakkjait a régi Otto vonal szögesdróttal fedett töltése mögött választották el a „feldolgozási” zónától. A holttest-egységet (Totenjuden) alkotó zsidókat rendszeresen megölték, és újonnan érkezetteket állították a helyükre, hogy ne szervezzenek lázadást, és ne maradjanak életben, hogy beszámolhassanak a tábor céljáról. A német SS és az adminisztráció a táboron kívül két házban volt elhelyezve.

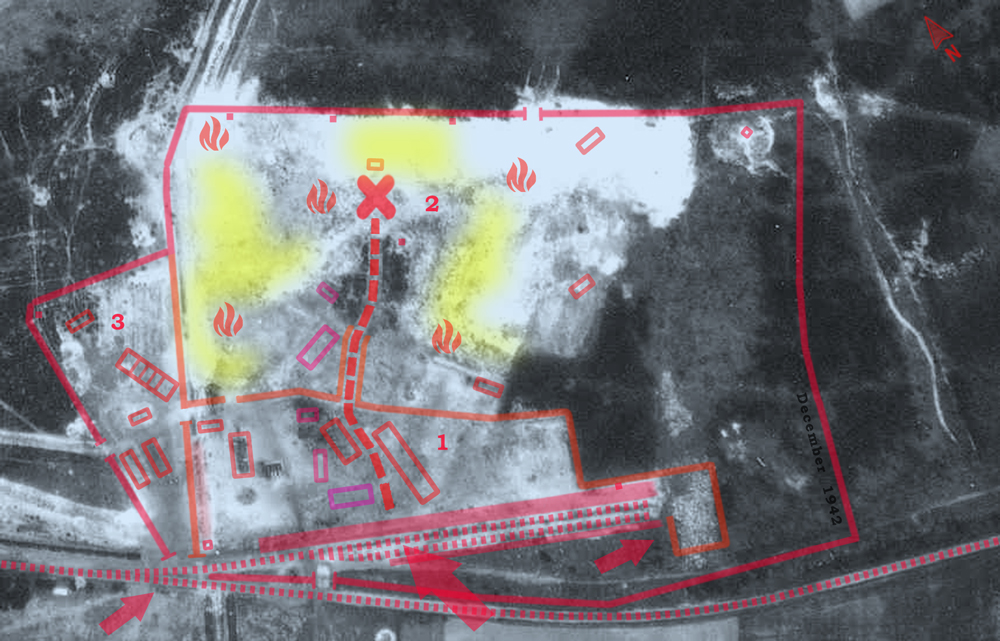
A bełżeci tábor légi fotója, amelyet 1944-ben a Luftwaffe készített (bevett gyakorlat volt a gyilkoló üzemeknél a tisztítás után, ügyelve arra, hogy biztonságosan el lehessen hagyni a területet). Az ismert épületek eltűntek, kivéve az SS téglaépítésű garázsát és autóműhelyét, amelynek alapjai még ma is léteznek (bal alsó sarok). A kerttel szemben (balra), a fő tábortól elkülönítve, a hiwi őrök konyhával ellátott szállásai, valamint az áldozatok holmijainak válogató- és csomagolóudvara. Lebontott barakkok még ma is láthatóak. A vasúti kirakodó peron, két párhuzamos rámpával, piros nyíllal van jelölve. Egy kisebb nyíl mutatja a táborba való bejutás előtt az emberek számára fenntartott területet. A gázkamrák helye kereszttel van jelölve. A téglalappal jelölt a vetkőzési és hajvágási terület. Hamvasztó gödrök és hamu gödrök (sárga), felül.

## A tábor működése
A Belzeci tábor története két (vagy három) működési periódusra osztható. Az elsőt 1942. március 17-től június végéig deszkából készült, homokkal és gumival szigetelt barakkokban elhelyezett kisebb gázkamrák jellemezték. Bełżec volt a Reinhard-hadművelet első gyilkolóközpontja. A tömeges megsemmisítés korai kísérletei során számos technikai nehézség merült fel. A gázosító berendezés tökéletlen volt, és általában csak egy vagy két terem működött, ami elmaradást okozott. Az első három hónapban 80 000 embert öltek meg és temettek el sekély földréteggel fedett gödrökbe. Az áldozatok a lublini gettóból és környékéről deportált zsidók voltak. Az eredeti három gázkamra nem volt elegendő a feladat elvégzéséhez.
A megsemmisítés második szakasza 1942 júliusában kezdődött, amikor az új gázkamrákat téglából és habarcsból építették egy könnyűszerkezetes alapra, ezáltal lehetővé téve a létesítmény számára a közeli két legnagyobb agglomeráció, köztük a krakkói és lwówi gettó zsidóinak megsemmisítését. A fából készült gázkamrákat szétszerelték. Az új, 24 m hosszú és 10 m széles épület hat gázkamrával rendelkezett, amelyeket cementfalakkal szigeteltek. Ez egyszerre több mint 1000 áldozatot tudott kezelni. A tervet hamarosan átvették a Reinhard-hadművelet másik két megsemmisítőtáborában, Sobibórban és Treblinkában is.
Az új épületen egy kézzel festett tábla volt, amelyen az állt, hogy Stiftung Hackenholt vagy Hackenholt Alapítvány, amelyet arról az SS tagról neveztek el, aki az épületet tervezte. 1942 decemberéig legalább 350–400 000 zsidót gyilkoltak meg az új gázkamrákban. A rzeszówi vasútállomáson dolgozó egyik Wehrmacht-őrmester, Wilhelm Cornides 1942. augusztus 30-án naplójában feljegyezte egy német rendőrrel folytatott beszélgetését. A Bahnschutzpolizei azt mondta neki, hogy: „a zsidókkal teli vonatok szinte naponta áthaladnak a pályaudvarokon, és azonnal indulnak a tábor felé. Leggyakrabban még aznap este tisztára söpörve térnek vissza”. Az utolsó zsidó transzport 1942. december 11-én érkezett Bełżecbe. Az eltemetett maradványok a hőségben gyakran megduzzadtak a rothadás és a kiszabaduló gázok következtében. A felszíni talajréteg felhasadt. 1942 októberében a gyilkosságok eltussolása érdekében elrendelték az összes tetem exhumálását és elégetését Odilo Globocnik SS-Obergruppenführer, Heinrich Himmler helyettesének közvetlen utasítására. A holttesteket vasúti sínekből készült máglyákra helyezték, benzinnel lelocsolták és elégették. A csontokat összegyűjtötték és összezúzták. A tábor működésének utolsó szakasza 1943 júniusáig tartott, amikor a területet felszántották, és egy tanyának álcázták.

## A parancsnoki struktúra
A tábor első parancsnoka, Christian Wirth a tábor közelében lakott egy házban, amely az SS konyhájaként és fegyverraktáraként is szolgált. Később a lublini repülőtéri táborba költözött, hogy felügyelje a Reinhard-hadműveletet. Miután 1943-ban Németország átvette Olaszország irányítását, Globocnik áthelyezte, hogy vele együtt szolgáljon szülővárosában, Triesztben. Ott felállították a San Sabba koncentrációs és tranzittábort, ahol 5000 foglyot megöltek, és 69 deportálóvonatot küldtek Auschwitzba. Wirth 1944 áprilisában megkapta a Vaskeresztet. A következő hónapban partizánok megölték, miközben nyitott tetejű autóval utazott a ma már Szlovénia részét képező területén. A tábor bezárása után utódját, az ottani SS-Hauptsturmführert, Gottlieb Heringet az „Aratóünnep” (Aktion Erntefest) mészárlásáig ideiglenesen a Poniatowai koncentrációs táborba helyezték át, majd Wirth és Globocnik után Triesztbe. A háború befejezése után Hering rövid ideig a heilbronni bűnügyi rendőrség főnökeként szolgált az amerikai zónában, és 1945 őszén egy kórházban halt meg. Lorenz Hackenholt túlélte Németország vereségét, de 1945-ben nyomtalanul eltűnt.

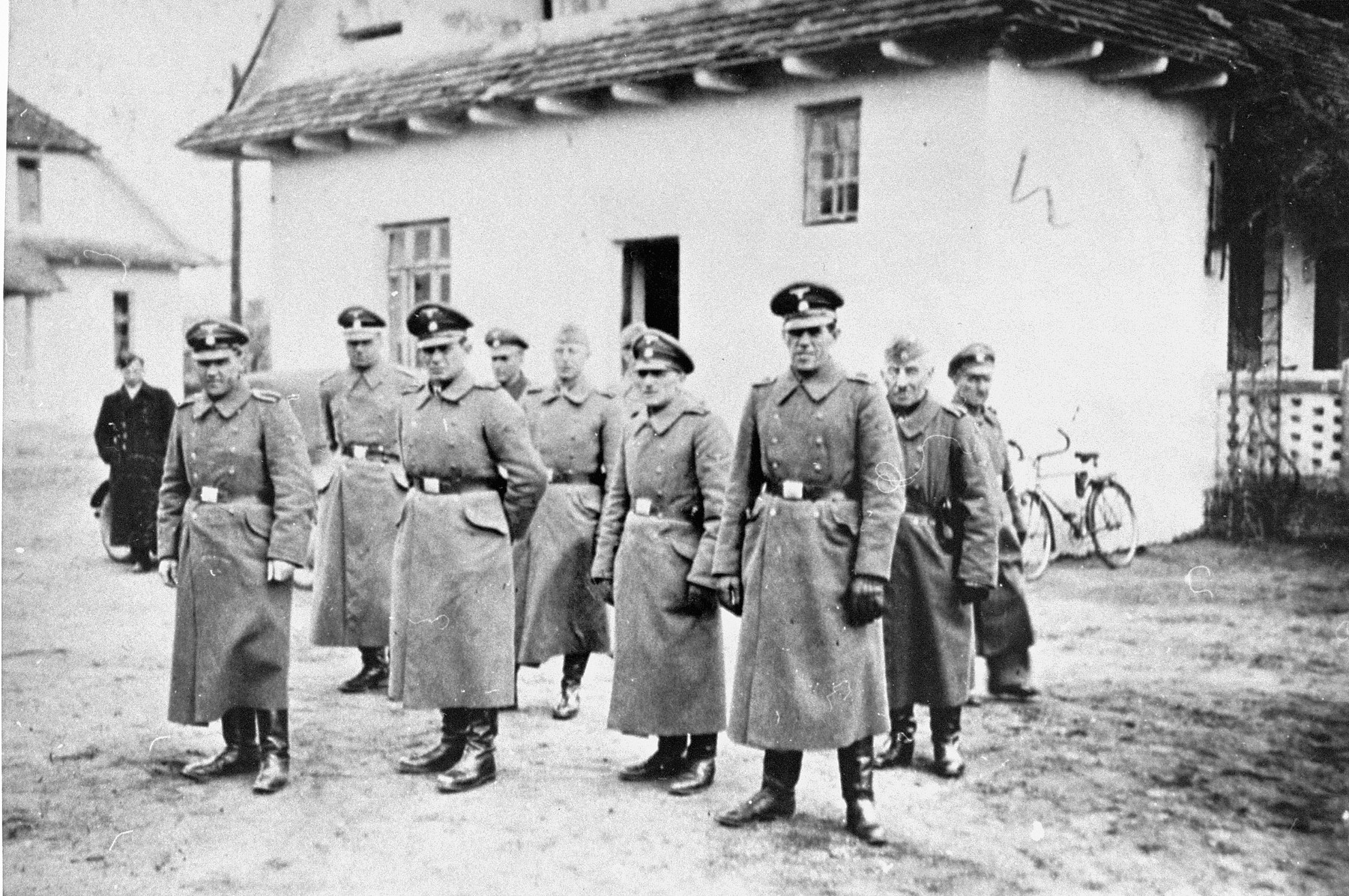
A belzeci megsemmisítőtábor SS állománya, 1942. Jobbról balra: Heinrich Barbl, Artur Dachsel, Lorenz Hackenholt, Ernst Zierke, Karl Gringers. Balra (egyenruhás): Friedrich Tauscher, Karl Alfred Schluch (második)

Az SS-Sonderkommando Bełżec egykori tagjai közül mindössze hét ellen emeltek vádat 20 évvel később Münchenben, s csak egyiküket, Josef Oberhausert (az SS-őrszakasz vezetője) állították bíróság elé 1964-ben, és négy év hat hónap börtönbüntetésre ítélték, amelynek felét töltötte le, mielőtt szabadlábra helyezték.

### Táborőrök
A bełżeci tábori őrei között „népi németek” (Volksdeutsche) és legfeljebb 120 volt szovjet hadifogoly (többnyire ukránok) volt, akiket négy szakaszba szerveztek. A Barbarossa hadműveletet követően valamennyien speciális képzésben vettek részt a Trawniki SS tábori részlegén, mielőtt „Hiwis”-ként (német betűszó a Hilfswilligenre, azaz „segíteni akarók”) a koncentrációs táborokba vezényelték őket őröknek és gázkamrakezelőknek. Ők adták a Wachmänner-kollaboránsok nagy részét a „végső megoldás” minden nagyobb gyilkossági helyszínén.

## Gázkamrák
A bełżeci gázkamrák kezelésének részletesebb leírása 1945-ben Kurt Gersteintől, a Műszaki Fertőtlenítő Szolgálat vezetőjétől származik, aki a holokauszt idején a Degesch nevű cégtől szállította a Zyklon–B-t Auschwitzba. Gerstein a háború után, egy francia őrizet alatt álló rottweili szállodában írta meg jelentését az 1942. augusztus 19-én vagy 18-án Bełżecben tett látogatásáról. Szemtanúja volt annak a 45 marhavagon kirakodásának, amelyek tele voltak a kevesebb mint száz kilométerre lévő lwówi gettóból deportált 6700 zsidóval, akik közül 1450-en már a megérkezéskor halottak voltak fulladás vagy kiszáradás miatt. A megmaradt újonnan érkezetteket meztelenül, csoportosan vezették a gázkamrákhoz; ostorral verték őket, hogy minél többen préselődjenek be a gázkamrákba.

„Hackenholt törzsőrmester nagy erőfeszítéseket tesz, hogy beindítsa a motort. De nem megy. Wirth százados megjelenik. Látom rajta, hogy fél, mert jelen vagyok egy katasztrófánál. Igen, látom az egészet és várok. A stopperórám mindent mutatott, 50 perc, 70 perc, és a dízel nem indult be. Az emberek a gázkamrákban várakoznak. Hiába. Hallani lehet őket ahogy sírnak,  „mint a zsinagógában”, mondja Pfannenstiel professzor, szemét a faajtón lévő ablakra szegezte. Wirth százados dühében tizenkétszer, tizenháromszor ostorral arcon vágta Hackenholt ukrán segédjét. 2 óra 49 perc elteltével – a stopperóra mindent mutatott – beindult a dízel. Addig a pillanatig a négy zsúfolt kamrába bezárt emberek még életben voltak, négyszer 750 ember négyszer 45 köbméteren. Újabb 25 perc telt el. Sokan már halottak voltak, ezt a kis ablakon keresztül lehetett látni, mert egy bent lévő elektromos lámpa néhány pillanatra megvilágította a kamrát. A 28 perc elteltével már csak néhányan voltak életben. Végül 32 perc elteltével már mindenki halott volt ... A fogorvosok aranyfogakat, hidakat és koronákat kalapáltak ki. Közöttük állt Wirth kapitány. Elemében volt, és egy nagy, fogakkal teli konzervdobozt mutatott nekem: „Nézd meg magad is, hogy milyen súlya van ennek az aranynak! Ez csak tegnapról és tegnapelőttről származik. El sem tudja képzelni, mit találunk minden nap – dollárokat, gyémántokat, aranyat. Majd meglátod te is!” -Kurt Gerstein, Gerstein-jelentés'”

## Bezárás és leszerelés
A tábori műveletek utolsó szakaszában az összes korábbi tömegsírt exkavátorral tárták fel. Ez a náci vezetés (valószínűleg Himmler) közvetlen utasítására történt, nem sokkal azután, hogy Oroszországban felfedezték a katyńi vérengzés nyomait, melynek során a szovjetek 22 000 lengyel katonát mészároltak le. Katinyban a németek által vezetett nemzetközi Katyńi-bizottság exhumálásai a konzervált holttestek vizsgálatával feltárták a tömeggyilkosság részleteit. A németek a bizottság eredményeit arra próbálták felhasználni, hogy éket verjenek a szövetségesek közé. A Bełżecnél eltemetett összes holttestet titokban exhumálták, majd a Sonderaktion 1005 néven ismert országos terv részeként máglyákon fokozatosan elhamvasztották. A csontdarabokat elporlasztották és a hamvak közé keverték, hogy elrejtsék a tömeggyilkosság nyomait. A helyszínt apró fenyőkkel és vad csillagfürtökkel ültették be, és minden táborépítményt lebontottak.
Az utolsó vonat 300 zsidó Sonderkommando fogollyal, akik a takarítási műveletet végrehajtották, 1943 júniusának végén indult el a sobibóri megsemmisítőtáborba, ahol elgázosították őket. Azt mondták nekik, hogy Németországba fogják evakuálni őket. Az újrafelhasználható eszközöket a német és az ukrán személyzet a Majdaneki koncentrációs táborba vitte. Wirth házát és a szomszédos SS épületet, amely a háború előtt a lengyel vasút tulajdonát képezte, nem bontották le. Miután a helyiek elkezdtek értékes tárgyak után kutatni Bełżecben, a németek állandó őrséget állítottak fel, hogy a tömeggyilkosságokra ne derülhessen fény. A SS-személyzet munkásokkal álgazdasággá alakította a tábort, ahová egy ukrán SS-őrt rendeltek ki, aki családjával együtt állandó jelleggel ott telepedett le. A gyilkossági helyszínek őrzésének és álcázásának ezt a modelljét a treblinkai és a sobibóri haláltáborokban is átvették.

## Halálos áldozatok száma
Eugeniusz Szrojt történész 1947-ben a Lengyelországi Német Bűncselekményeket Vizsgáló Főbizottság (Biuletyn Głównej Komisji Badania Zbrodni Niemieckich w Polsce, 1947) közleményében megjelent tanulmányban, amelyet a GKBZNwP 1945-ben kezdődött vizsgálata nyomán tett közzé, 600 000-re becsülte a Bełżecben meggyilkolt emberek számát. Ez a szám széles körben elfogadott lett az irodalomban. Raul Hilberg 550 000-es számot adott meg. Yitzhak Arad 600 000-et fogadott el minimumként, és a város által Bełżecben deportáltakról készített táblázatában szereplő összeg meghaladta az 500 000-et. Józef Marszałek 500 000-rel számolt. Robin O'Neil brit történész egy alkalommal a helyszínen végzett vizsgálatai alapján körülbelül 800 000-re becsülte a számot. Dieter Pohl és Peter Witte német történészek 480 000 és 540 000 közötti becslést adtak. Michael Tregenza szerint akár egymillió áldozatot is eltemethettek volna a helyszínen, bár a valódi halálos áldozatok száma valószínűleg ennek a fele.

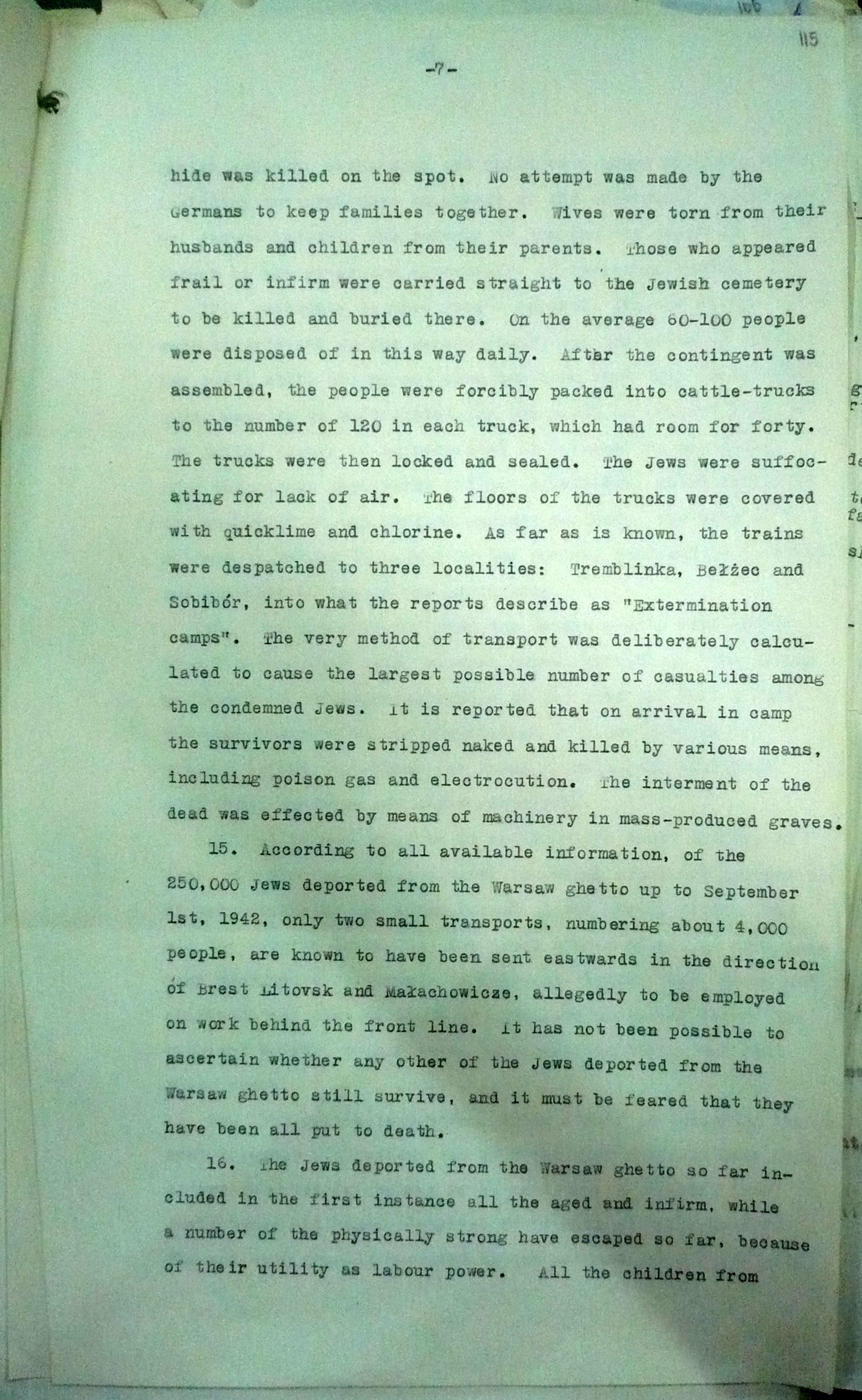
8 oldal „Raczyński jegyzetéből” a treblinkai, bełżeci és sobibóri megsemmisítőtáborokkal – a száműzetésben lévő lengyel kormány hivatalos feljegyzésének része Anthony Edenhez, 1942. december 10.

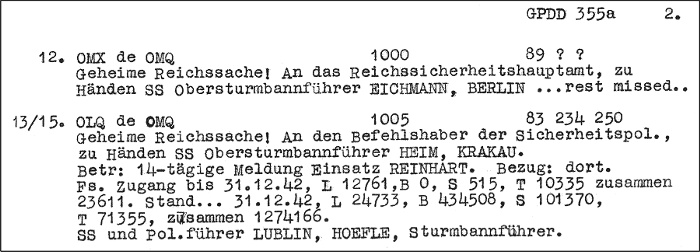
Ez a dokumentum, az úgynevezett Höfle-távirat, amely megerősíti, hogy 1942-ben 434 508 zsidót öltek meg Bełżecben

A döntő bizonyítékot a Hermann Höfle, a Reinhard-művelet vezérkari főnöke által 1943. január 11-én Berlinbe küldött, titkosítás alól feloldott Höfle-távirat szolgáltatta. 2001-ben jelent meg Stephen Tyas és Peter Witte kiadásában. A rádiótávirat szerint 1942. december 31-ig 434 508 zsidót deportáltak Bełżecbe az SS és az állami Deutsche Reichsbahn (DRG) által közölt számok alapján. A legfeljebb 500 fogolyból álló takarító kommandó a táborban maradt, a holttesteket exhumálták és elégették. A Sonderkommando tagjait 1943 augusztus környékén szállították a sobibóri megsemmisítőtáborába, és érkezésük után meggyilkolták őket. „Véleményünk szerint" – írta Pohl & Witte 2001-ben – „nincs olyan bizonyíték, amely igazolja a 600 000 áldozatnál magasabb értéket.”
A deportálóvonatok nyilvántartásai köztudottan hiányosak voltak, amint azt a Lengyel Nemzet Ellen Elkövetett Bűnöket Vizsgáló Főbizottság háború utáni elemzése feltárta. A különböző becslések közötti különbségek azzal magyarázhatóak, hogy nincsenek pontos és részletes források a deportálási statisztikákról. Így Y. Arad azt írja, hogy részben a zsidó gettókról szóló Yizkor-könyvekre kellett támaszkodnia, amelyek nem garantáltan adják meg a kitoloncoltak számának pontos értékét. Részben német vasúti dokumentációra is támaszkodott, amelyből a vonatok számát lehetett kideríteni. Az egyes deportálóvonatokra jutó személyek számát illetően bizonyos feltételezésekkel kellett élni. A Deutsche Reichsbahn úgy kalkulált, hogy egy tehervagonban 50 főt tudnak szállítani, azonban ezt az SS rendszeresen figyelmen kívül hagyta és akár 200%-os kapacitással is működtette, ugyanazon az áron.
Hoefle számait a Korherr-jelentés megismételte, ami közös eredetre utal. Más források, például Westermann jelentése pontos adatokat tartalmaznak a deportáltak számáról, de csak becsléseket az útközben meghaltakéról.

## A háború után
A német őrség elmenekülése után folytatódott a sírásás a helyszínen. 1945-ben a Lublini Kerületi Bizottság vizsgálatot folytatott a Bełżecben elkövetett bűncselekményekkel kapcsolatban. A helyszínen levő tömegsírokat arany és értéktárgyak után kutatva sírásók ásták fel. 1945-ben a tartományi hatóságok és a Tomaszów Lubelski Zsidó Bizottság tárgyaltak a helyszín folyamatos kifosztásáról. 1945-ben Szmul Pelcet, a Zsidó Bizottság elnökét meggyilkolták a helyi sírásók. A sírfeltárásokkal kapcsolatos nyomozások az 1950-es évek végén folytatódtak. Bár a Lublini Kerületi Bizottság 1947-ben közzétette a vizsgálat eredményeit, magát a helyszínt továbbra is elhanyagolták, az itt történt események feledésbe merültek, mivel a tábor áldozatai között nagyon kevés lengyel volt, és a tábor zsidó áldozatai közül csak kevesen élték túl a holokausztot. Az 1950-es évek második felétől kezdődően a német elkövetők utáni nyomozás felélesztette az érdeklődést a helyszín iránt. Az 1960-as évek elején megkezdődtek az orosz táborszemélyzettel kapcsolatos szovjet perek Kijevben és Krasznodarban.
Az 1960-as években elkerítették a volt bełżeci tábor területét. Felállították az első emlékműveket, bár a megfelelő bizonyítékok és a modern törvényszéki kutatások hiányában a lekerített terület kisebb volt, mint a tábor működésének idejében. A korábban hozzátartozó területeken némi kereskedelmi tevékenység zajlott. A lengyel–szovjet határhoz közeli elhelyezkedése is hozzájárult ahhoz, hogy az 1989-es forradalmak és a demokrácia visszatérése előtt kevesen látogatták a helyszínt. Nagyrészt elfelejtették és alig végezték karbantartást a helyszínen.
A kommunista diktatúra 1989-es összeomlását követően a helyzet kezdett megváltozni. Ahogy nőtt a holokauszt helyszínei iránt érdeklődő lengyelországi látogatók száma, egyre többen érkeztek Bełżecbe. Az 1990-es években a tábor erősen elhanyagoltnak tűnt, annak ellenére, hogy a bełżeci iskola diákjai megtisztították. Az 1990-es évek végén átfogó vizsgálatokat végeztek a tábor területén, hogy pontosan meghatározzák a tábor kiterjedését és jobban megértsék a működését. A háború után a tábor területén épített épületeket lebontották. 2004-ben Bełżec a Majdaneki Állami Múzeum új fiókintézményévé vált. Új hivatalos emlékműveket avattak fel a tábor áldozatainak emlékére.
Az új bełżeci emlékmű egyik fő támogatója Miles Lerman, egy amerikai holokauszt-túlélő volt, akinek a szüleit Bełżecben gyilkolták meg, és aki a lengyel kormány és az Amerikai Zsidó Bizottság (American Jewish Committee) segítségével mintegy 5 millió dollárt gyűjtött össze. Egy másik prominens holokauszttúlélő, aki Bełżechez kötődik, Anita Ekstein filantróp, a kanadai March of the Living (Az Élet Menete) szervezet korábbi országos elnöke. Anita Ekstein Lviv környékén született, és a holokauszt idején lengyelek bújtatták el, akik később megkapták a Világ Igaza kitüntetést. Anyja, Ethel Helfgott, a bełżeci áldozatok között volt. Anita Ekstein számos diákcsoportot vezetett tanulmányi utakra Lengyelországba, ahol megosztotta velük a holokauszt idején szerzett emlékeit. Először 2005-ben, egy évvel az új emlékmű megnyitása után látogatott el Bełżecbe, ahol anyák napján fedezte fel édesanyja nevét az emlékfalra írva.

## Régészeti kutatások
1997 végétől 1998 elejéig két lengyel tudós – Andrzej Kola, a toruńi Kopernikusz Egyetem Víz alatti Régészeti Tanszékének igazgatója és Mieczysław Góra, a łódźi Régészeti és Néprajzi Múzeum vezető kurátora – vezetésével egy csapat alapos régészeti felmérést végzett a helyszínen. A csoport azonosította a vasúti mellékvágányokat és számos épület maradványait. Találtak 33 tömegsírt is, amelyek közül a legnagyobb 480 m² és 4,8 m mély volt. E tömegsírok teljes térfogatát 21 000 m3-re becsülték. A légifotó-elemzés azt sugallja, hogy a 33 tömegsíron kívül még továbbiak lehetnek az egykori belzeci megsemmisítőtábor területén.
A régészek által feltárt sírokban nagy mennyiségű emberi hamvasztási maradványt találtak, 10 sírban pedig elégetetlen emberi maradványok is voltak, amelyeket Kola professzor a következőképpen jellemzett: „A holttestek elhelyezése a víztartó rétegekben, vagy a közvetlenül e réteg feletti nagyon nedves szerkezetű talajban, [amihez még hozzájárult] a mélység miatti nehéz levegőbehatolás is, a holttestek hullaviasszá való átalakulását okozták. Néhány sírban a holttestek rétege elérte a mintegy 2 méteres vastagságot.”

## Túlélők
Úgy vélik, hogy körülbelül 50 zsidó menekülhetett meg sikeresen Bełżecből, bár többségük még a „végső megoldás” megkezdése előtt életét vesztette. Azok közül, akik megszöktek, a háború végén már csak heten voltak életben. Ismeretlen számú fogoly ugrott ki a mozgó deportálóvonatokból a tábor felé vezető úton, saját felelősségükre. A vasúti töltéseken holttestek sorakoztak.
A táborból mindössze két zsidó menekült volt, aki megosztotta vallomását a Náci Német Bűnöket Kivizsgáló Lengyel Főbizottsággal. Ők Rudolf Reder és Chaim Hirszman voltak. Míg Reder 1946 januárjában Krakkóban tett tanúvallomást, addig Hirszmant 1946 márciusában otthonában meggyilkolták az úgynevezett „elátkozott katonák”, az antikommunista ellenállási szervezet, a Titkos Katonai Szervezet (lengyelül: Tajna Organizacja Wojskowa) részéről. (A háború végét követően Hirszman csatlakozott a Közbiztonsági Minisztériumhoz, az új lengyelországi sztálinista rezsim által létrehozott titkosrendőrségi szervezethez, hogy leverje az antikommunista földalatti mozgalmat. A Minisztérium olyan módszereket alkalmazott, mint a kínzás, a bíróságon kívüli kivégzések és több mint 50 000 politikai fogoly Szibériába deportálása.) Hirszmant megölték, mielőtt teljes körűen beszámolhatott volna a táborban szerzett tapasztalatairól.
Rudolf Reder a Bełżec-i tábori fogságáról szóló beszámolóját a Bełżec című könyvében foglalta össze, amelyet 1946-ban a krakkói Zsidó Történeti Bizottság adott ki, és amelyet szerkesztője és irodalmi segítője, Nella Rost előszóval látott el. A könyvet Joseph Bau holokauszt-túlélő térképe illusztrálta, aki korábban a Krakkói Képzőművészeti Akadémián tanult. 1999-ben az Auschwitz-Birkenau Állami Múzeum újra kiadta Margaret M. Rubel fordításával. 1960-ban Reder tanúvallomása a müncheni Belzec-per német előkészületeinek részévé vált a megsemmisítőtábor személyzetének nyolc volt SS-tagja ellen indított perben. A vádlottakat szabadon engedték Oberhauser kivételével, akit négy és fél év börtönbüntetésre ítéltek, de a büntetés felének letöltése után amnesztiában részesült.

## Fordítás
- Ez a szócikk részben vagy egészben  a   Belzec extermination camp című angol Wikipédia-szócikk ezen változatának fordításán alapul.  Az eredeti cikk szerkesztőit annak laptörténete sorolja fel. Ez a jelzés csupán a megfogalmazás eredetét és a szerzői jogokat jelzi, nem szolgál a cikkben szereplő információk forrásmegjelöléseként.